# کازایاک-خوسنولینو
کازایاک-خوسنولینو (انگلیسی: Kazayak-Khusnullino) یک شهرک در شهرستان ایگلینسکی استان باشقیرستان کشور روسیه است.